# Niekontrolowany efekt cieplarniany
Niekontrolowany efekt cieplarniany – efekt, w którym zachodzi dodatnie sprzężenie zwrotne pomiędzy temperaturą powierzchni planety a zmniejszoną przezroczystością atmosfery, powodującym silne globalne ocieplenie, w wyniku którego oceany ulegają odparowaniu. Uważa się, że zjawisko takie miało miejsce we wczesnej historii planety Wenus. Według IPCC na Ziemi „niekontrolowany efekt cieplarniany – analogiczny do tego, jaki miał miejsce na Wenus – wydaje się praktycznie niemożliwy do wywołania w wyniku działalności antropogenicznej”.
Nazwa ta, pomimo że nie ma to swojego uzasadnienia merytorycznego, jest czasem używana w stosunku do innych zjawisk klimatycznych zachodzących na dużą skalę. Przykładami mogą być hipotezy o wielkoskalowej emisji gazów cieplarnianych jakie mogły wystąpić podczas wymierania permskiego lub paleoceńsko-eoceńskiego maksimum termicznego. Do opisu tych teorii używa się także czasem określeń nagła zmiana klimatyczna lub punkty krytyczne.

## Historia terminu
Termin „niekontrolowany efekt cieplarniany” został użyty po raz pierwszy w publikacji naukowca z Kalifornijskiego Instytutu Technologicznego, Andrew Ingersoil, w artykule opisującym model atmosfery Wenus. Para wodna znajdująca się w atmosferze Wenus absorbowała promieniowanie emitowane przez planetę, co spowodowało dalsze ogrzewanie się planety i zwiększenie parowania. Duże stężenie pary wodnej w górnych warstwach atmosfery pozwoliło na zajście fotodysocjacji, w wyniku której lżejszy wodór uciekł z atmosfery, a tlen reagował ze skałami powierzchniowymi. Ciężka woda nie ulega tak łatwo fotodysocjacji, przez co deuter nie uciekał z atmosfery. Model ten jest potwierdzany przez stosunek ilości deuteru do wodoru, który jest na Wenus 150 razy większy niż na Ziemi.

## Sprzężenia zwrotne
Dodatnie sprzężenie zwrotne nie musi prowadzić do niekontrolowanego efektu cieplarnianego, ponieważ zjawisko wzmocnienia nie zawsze jest wystarczająco silne, aby do niego doprowadzić. Dzieje się tak, ponieważ zawsze towarzyszy mu silne ujemne sprzężenie zwrotne (energia wypromieniowana z powierzchni planety, zgodnie z prawem Stefana-Boltzmanna, zwiększa się proporcjonalnie do czwartej potęgi temperatury planety: {\displaystyle \Phi =\sigma T^{4}}). Dodatnie sprzężenie zwrotne musi być w związku z tym bardzo silne, aby doprowadzić do zajścia niekontrolowanego efektu cieplarnianego.
Zwiększenie temperatury wywołane przez gazy cieplarniane prowadzące do zwiększenia parowania wody (para wodna jest także gazem cieplarnianym) powoduje dalsze ogrzewanie Ziemi, ale nie zachodzi niekontrolowany efekt cieplarniany. Efekty dodatniego sprzężenia zwrotnego są powszechne (np. sprzężenie zwrotne pomiędzy lodem a albedo), ale nie zawsze powodują one niekontrolowany efekt cieplarniany.

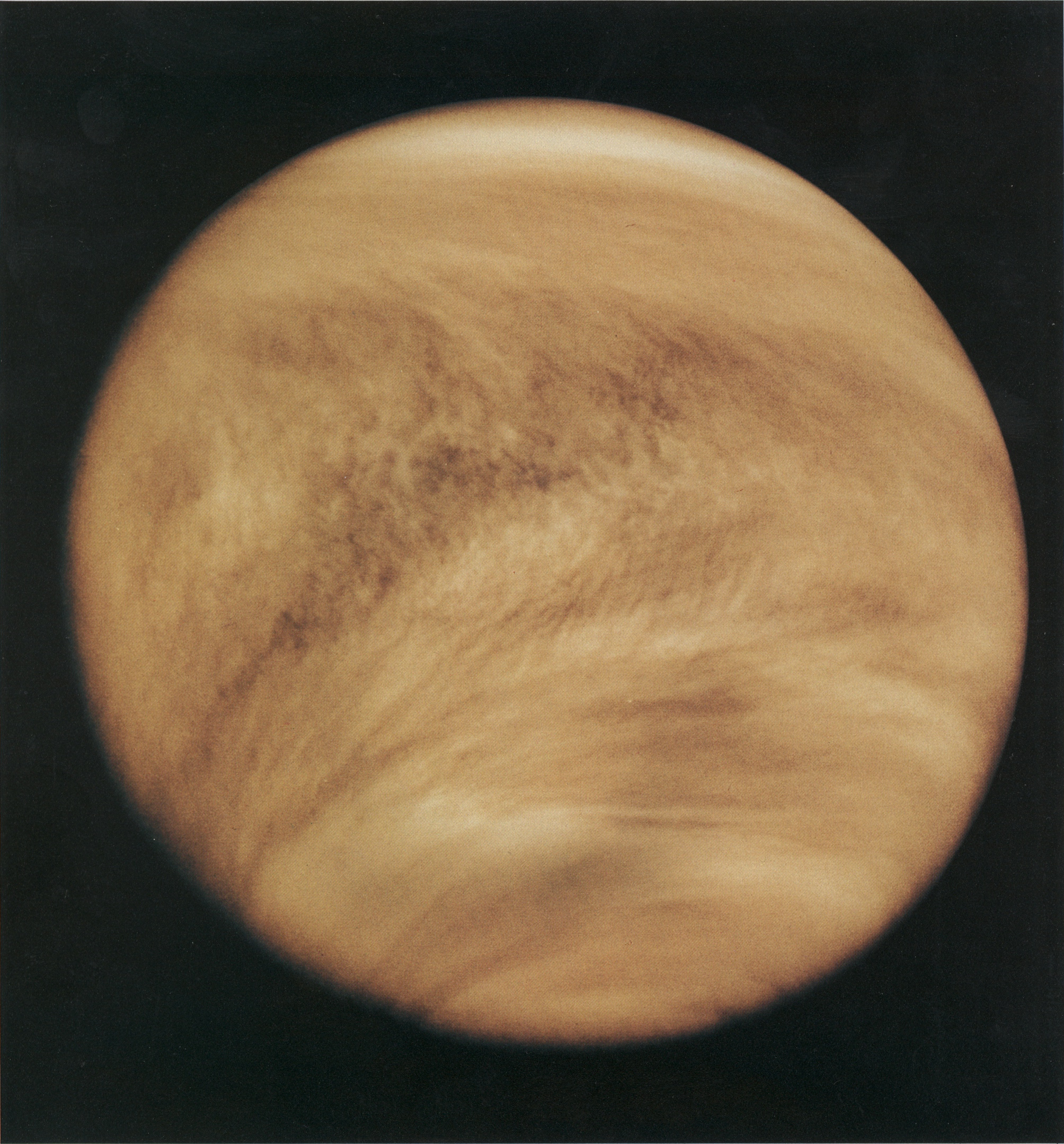
Niekontrolowany efekt cieplarniany mógł ukształtować klimat Wenus.

## Wenus
Niekontrolowany efekt cieplarniany z udziałem dwutlenku węgla i pary wodnej mógł mieć miejsce na Wenus. Według tej hipotezy na Wenus w jej wczesnej historii mogły istnieć oceany. W wyniku wzrostu jasności młodego Słońca zwiększyła się zawartość pary wodnej w atmosferze, powodując zwiększenie temperatury powierzchni oraz parowanie, w efekcie prowadząc do odparowania oceanów. Obecnie w atmosferze Wenus znajduje się jedynie niewielka ilość pary wodnej. Hipoteza niekontrolowanego efektu cieplarnianego zakłada, że para wodna, która przyczyniła się do jego powstania, uwolniła się następnie do przestrzeni kosmicznej. Dowodem potwierdzającym tę hipotezę jest bardzo wysoki stosunek ilości deuteru do wodoru w atmosferze Wenus około 150 razy większy niż na Ziemi.
Tłumaczy się to tym, że lżejszy wodór był w stanie łatwiej opuścić atmosferę niż jego cięższy izotop. Ogrzewanie Wenus przez Słońce jest wystarczająco silne, aby para wodna mogła przedostać się do wysokich warstw atmosfery i mogła być rozbita przez promieniowanie ultrafioletowe na wodór oraz tlen. W takiej sytuacji uwolniony wodór jest w stanie opuścić atmosferę, a tlen ulega dalszym reakcjom chemicznym. Dwutlenek węgla, dominujący gaz cieplarniany w wenusjańskiej atmosferze, swoją dużą, w porównaniu do ziemskiej, koncentrację zawdzięcza słabszemu efektowi recyklingu węgla. Na Ziemi, w przeciwieństwie do Wenus, w geologicznej skali czasu, zachodzi zjawisko depozycji dwutlenku węgla wyemitowanego przez wulkany w procesie subdukcji płyt tektonicznych.

## Ziemia
Klimat Ziemi wahał się wielokrotnie w historii między okresami ciepłymi i zlodowaceniami. Swój obecny stan zawdzięcza dodatniemu sprzężeniu zwrotnemu zawartości pary wodnej w atmosferze oraz zbyt dużej odległości od Słońca przy jego obecnej jasności, aby wywołać odparowanie oceanów. Klimatolog John Houghton napisał, że nie ma możliwości aby wenusjański niekontrolowany efekt cieplarniany wystąpił na Ziemi. James Hansen, również klimatolog, w swojej książce Storms of My Grandchildren twierdzi, że spalanie węgla i wydobycie nafty łupkowej doprowadzi w rezultacie do niekontrolowanego efektu cieplarnianego. Ocena wpływu pary wodnej w modelach klimatycznych z 2013 roku wskazuje, że scenariusze przedstawione przez Hansena mogą być możliwe, ale wymagają dostarczenia do atmosfery dziesięciokrotnie większej ilości dwutlenku węgla niż jesteśmy w stanie wyemitować w wyniku spalenia całego węgla, ropy i gazu znajdujących się w skorupie ziemskiej. Ponadto, Benton i Twitchett zaproponowali inną definicję niekontrolowanego efektu cieplarnianego, której przykładami są zjawiska sugerowane jako przyczyny paleoceńsko-eoceńskiego maksimum termicznego oraz wymierania permskiego.

## Przyszłość Ziemi
Większość naukowców uważa, że niekontrolowany efekt cieplarniany w dalszej perspektywie jest nieunikniony, ponieważ starzejące się Słońce emituje coraz więcej energii. Za około miliard lat Słońce stanie się około 10% jaśniejsze, a temperatura powierzchni Ziemi osiągnie 47 °C wywołując dalszy gwałtowny wzrost temperatury, aż osiągnie ona stan podobny do panującego obecnie na Wenus. To potencjalnie położy kres życiu na Ziemi.
Astrobiologowie Peter Ward i Donald Browniee w swojej książce The Life and Death of Planet Earth twierdzą, że obecna szybkość parowania oceanów wynosi 1 milimetr na milion lat, ale wraz ze wzrostem jasności Słońca będzie ona rosnąć i może osiągnąć wartość 1 milimetra na 1000 lat. Naukowcy przewidują, że wywoła to dwa rodzaje klimatycznego sprzężenia zwrotnego: efekt „wilgotnej szklarni”, w którym para wodna stanie się dominującym składnikiem troposfery i zacznie się kumulować w stratosferze, oraz niekontrolowany efekt cieplarniany, w którym para wodna zacznie być dominującym składnikiem atmosfery, a klimat Ziemi ulegnie gwałtownemu ociepleniu. W efekcie nastąpić mógłby wzrost temperatury powierzchni Ziemi do ponad 900 °C.
Przy takich założeniach, za około 3 miliardy lat, atmosfera zostanie nasycona parą wodną, powierzchnia Ziemi ulegnie stopieniu i wszelkie życie zostanie zniszczone. Utrata oceanów sprawi, że Ziemia stanie się planetą pustynną, z jedynie kilkoma odparowującymi zbiornikami w okolicach biegunów oraz olbrzymimi, przypominającymi obecną pustynię Atakama w Chile lub Badwater w USA, słonymi równinami w miejscach obecnego dna oceanicznego, gdzie ostatnie formy życia będą być może mogły przetrwać przez kolejne kilka miliardów lat. Utrata oceanów przyczyni się do przetrwania ostatnich ocalałych form życia zamiast je zniszczyć kompletnie, jednak złożone formy życia takie jak rośliny czy zwierzęta wymrą znacznie wcześniej. Utrata wody w stanie ciekłym spowoduje zatrzymanie przemieszczania się płyt tektonicznych (woda działa jak lubrykant w procesie ruchów tektonicznych a jej utrata sprawi, że skorupa ziemska będzie zbyt twarda i sucha aby mogła zachodzić subdukcja), w efekcie czego obieg węgla zostanie zatrzymany (wygasną także wulkany emitujące dwutlenek węgla do atmosfery).

## Fizyka niekontrolowanego efektu cieplarnianego
Zaburzony bilans promieniowania (np. poprzez zwiększenie ilości otrzymywanego promieniowania słonecznego lub zmianę koncentracji gazów cieplarnianych, zobacz wymuszanie radiacyjne) spowoduje, że układ będzie zmieniał swoją temperaturę aż do uzyskania stanu równowagi, między ilością energii absorbowanej i emitowanej przez ciało. Dla przykładu jeśli Ziemia otrzyma więcej promieniowania słonecznego to równowaga termodynamiczna zostanie tymczasowo zaburzona (więcej energii będzie absorbowane, niż emitowane), aż do momentu osiągnięcia równowagi termodynamicznej w wyższej temperaturze.
Jednak jeśli na planecie występuje np. woda, to wzrost temperatury zwiększa ilość pary wodnej w atmosferze, co zmniejsza wypromieniowanie energii cieplnej z planety, co można przedstawić jako wzrost efektu cieplarnianego wraz ze wzrostem temperatury. W efekcie absorpcja promieniowania podczerwonego wzrośnie tak bardzo, że emisja energii przestanie zależeć od temperatury powierzchni, zbliżając się do asymptoty limitu Kombayashi–Ingersolla. Jeśli ilość energii otrzymanej przez planetę przekroczy tę wartość, osiągnięcie równowagi na powierzchni planety przestanie być możliwe. Efektem tego jest wystąpienie niekontrolowanego efektu cieplarnianego utrzymującego się do wyparowania wszystkich zbiorników wodnych i zwiększenie wysokości na jakiej występuje woda w atmosferze, w konsekwencji rozproszenia pary wodnej w przestrzeni kosmicznej.

## Możliwości zamieszkania
Koncepcja stref nadających się do zamieszkania (tzw. ekosfer) została wysunięta przez planetologów i astrobiologów w stosunku do sfer znajdujących się wokół gwiazd w których na planecie (lub księżycu) może istnieć woda w stanie płynnym. Według tej definicji wewnętrzna granica strefy nadającej się do zamieszkania (a więc dystansem do gwiazdy poniżej którego nie może występować woda w stanie ciekłym) jest determinowana przez odległość w której zachodzi niekontrolowany efekt cieplarniany. Dla gwiazd podobnych do Słońca odległość ta jest szacowana na około 84% odległości Ziemi od Słońca, jakkolwiek sprzężenie zwrotne, takie jak wywołane przez chmury zwiększenie albedo, może mieć wpływ na wielkość tej wartości.